# 2013年不丹國民議會選舉
不丹國民議會選舉在2013年5月31日和7月13日舉行。最終，在野人民民主黨獲勝，該黨在國民議會47個席位中取得32個席位。是屆選舉是不丹前任國王吉格梅·辛格·旺楚克推行民主改革後該國第二次大選。

## 背景
按照在2008年頒布的《不丹王國選舉法》規定，國民議會須在上一屆任期結束後90日內改選。由於在2008年選出的國民議會任期在2013年4月20日屆滿，因此不丹需在90日內（即是當年7月20日之前）選出新一屆的國民議會議員。

## 選舉制度
選舉分兩輪進行，在第一輪投票中，各大政黨均會派出候選人參與全國20個宗的初選。得票率最高的兩個政黨可以在第二輪選舉中派出候選人，競逐國民議會47個議席。
不丹共有381,790人登記成為是次選舉的選民。當局將第一輪投票舉行的日期定為公眾假期，所有商戶在當日需停止營業。印度也為了這次選舉而向不丹當局提供逾4000台電子投票機。

## 競選活動
參與是次選舉的4個政黨包括執政黨不丹繁榮進步黨、主要反對黨人民民主黨，以及兩個分別名為Druk Nymrub Tshogpa和Druck Chirwang Tshogpa的新政黨，這兩個政黨都由女性領導。除此之外，尚有一個政黨有意參選，但是該黨未能派出一個具有大學學歷的候選人到不丹北部加薩宗出選；雖然另外4個政黨都向當局提出正式請求，請求當局允許這個政黨參與選舉，不丹選舉委員會仍裁定其提名無效。該黨黨魁索南·托傑（Sonam Tobgay）表示「四個政黨為第五個無權參選的政黨申訴這件事在世界上、國際上是一件史無前例的事，是一件特別、尊貴的事」。
人民民主黨在政綱中提出要加強不丹和印度的關係，而中央政府也需要把權力下放到人民和地方政府的手中。外界認為，印度在競選活動進行期間停止向不丹的燃料提供補貼的舉措，是為了懲罰意圖改善不丹與中國關係的執政黨。印度的決策使得不丹燃料的成本上漲，也使印度和不丹之間的關係成為重要的選舉議題。印度停止發放燃料補貼所引致的燃料價格上漲令不丹缺少印度盧比儲備，令當地出現信貸危機，並需實行限制進口的措施。人民民主黨藉此批評執政的不丹繁榮進步黨決策錯誤，導致不丹和印度之間的關係惡化。經濟問題也是另一個重要的選舉議題 ，而政治分析員旺迪則向法新社記者表示，不丹人民不滿當時的政府沒有改善該國惡劣的經濟狀況。

## 選舉結果
| 政黨                        | 第一輪投票 | 第一輪投票 | 第二輪投票 | 第二輪投票 | 第二輪投票 | 第二輪投票 |
| 政黨                        | 得票       | %          | 得票       | %          | 席位       | +/–        |
| --------------------------- | ---------- | ---------- | ---------- | ---------- | ---------- | ---------- |
| 人民民主黨                  | 68,650     | 32.53      | 138,760    | 54.88      | 32         | +30        |
| 不丹繁榮進步黨              | 93,949     | 44.52      | 114,093    | 45.12      | 15         | –30        |
| 不丹統一黨                  | 35,962     | 17.04      |            |            |            |            |
| 不丹大眾黨                  | 12,457     | 5.90       |            |            |            |            |
| 總計                        | 211,018    | 100        | 252,853    | 100        | 47         | 0          |
| 登記選民、投票率            | 381,790    | 55.27      | 381,790    | 66.23      | –          | –          |
| 來源：不丹選舉委員會 a, b c |            |            |            |            |            |            |

### 外界反應、結果分析
半島電視台的報導指出，人民民主黨是在選舉中意外取勝。
選舉結束後10天，當局將在「請願期」處理各項選舉投訴。之後策林·托傑成為不丹總理，組建新政府。取得國民議會席位的女性共有3名，當中人民民主黨的多爾吉·曲丹（Dorji Choden）後來成為不丹歷來首位女性大臣。
印度總理曼莫漢·辛格向勝選的人民民主黨表示祝賀，並保證印度會堅定地支持不丹。